# Erythrococca usambarica
Erythrococca usambarica är en törelväxtart som beskrevs av David Prain. Erythrococca usambarica ingår i släktet Erythrococca och familjen törelväxter. Inga underarter finns listade i Catalogue of Life.